# MAG Interactive
MAG Interactive è una casa svedese sviluppatrice e distributrice di videogiochi, nota per aver sviluppato Ruzzle.

## Storia
La MAG Interactive è stata fondata nel 2010 da Daniel Hasselberg e Roger Skagerwall inizialmente per occuparsi dello sviluppo di app per conto di clienti esterni. Nel 2011 Hasselberg e Skagerwall, colpiti dal successo che stava avendo in Scandinavia la app Wordfeud, un riadattamento per iPhone dello Scarabeo, decisero di dedicarsi allo sviluppo di una loro versione del gioco che verrà pubblicata nel 2012 con il nome Ruzzle. Ruzzle diventa in breve tempo un successo mondiale, raggiungendo il primo posto come numero di download da App Store in 28 paesi e totalizzando oltre quindici milioni di download totali.
L'anno seguente viene lanciato Quizcross, un gioco basato su domande di cultura generale che sfruttando il traino di Ruzzle riesce ad ottenere un buon successo senza però raggiungere i numeri del predecessore. Nel 2014 esce invece Ruzzle Adventure, che propone lo stesso schema di gioco di Ruzzle, orientandosi però verso la modalità giocatore singolo piuttosto che verso le sfide online che caratterizzavano i due giochi precedenti.
Nel novembre 2017 MAG Interactive ha acquisito FEO Media, altra casa svedese di videogiochi (fondata a Göteborg, nel 2011), nota  per aver sviluppato, tra gli altri, il celebre QuizDuello.